# Келлог, Уэнди
Уэнди А. Келлог — американский учёный в области взаимодействия человека и компьютера, известная своими работами на стыке психологии и информатики и внёсшая существенный вклад в становление области исследований под названием «социальные вычисления». В 1998 году она основала группу социальных вычислений в Исследовательском центре Томаса Уотсона IBM Research.
Келлог защитила диссертацию на соискание учёной степени доктора философии по специальности когнитивная психология, у Майкла Поснера, ученика Пола Фиттса, автора знаменитого Закона Фиттса. С тех пор она занималась проектированием и изучением систем поддержки общения через компьютер для сообществ и организаций.
Уэнди Келлог входит в члены Академии CHI, Академии IBM, Академии наук США и Ассоциации вычислительной техники. Она участвовала в написании десятков академических статей, которые активно востребованы научным сообществом — её индекс Хирша на 2016 год равен 35.